# Bulgarische Badmintonmeisterschaft 2012
Die Bulgarische Badmintonmeisterschaft 2012 fand Anfang Mai 2012 in Sofia statt.

## Austragungsort
- Saal Sofia

## Medaillengewinner
| Disziplin    | Gold                               | Silber                                 | Bronze                               |
| ------------ | ---------------------------------- | -------------------------------------- | ------------------------------------ |
| Herreneinzel | Krasimir Jankov                    | Stilijan Makarski                      | Blagovest Kisyov                     |
| Herreneinzel | Krasimir Jankov                    | Stilijan Makarski                      | Ivan Rusev                           |
| Dameneinzel  | Dimitria Popstoikova               | Petya Nedelcheva                       | Rumyana Ivanova                      |
| Dameneinzel  | Dimitria Popstoikova               | Petya Nedelcheva                       | Bozhidara Topuzova                   |
| Herrendoppel | Konstantin Dobrev Blagovest Kisyov | Stilijan Makarski Boris Kessov         | Krasimir Jankov Yulian Hristov       |
| Herrendoppel | Konstantin Dobrev Blagovest Kisyov | Stilijan Makarski Boris Kessov         | Zapryan Zapryanov Tichomir Kirov     |
| Damendoppel  | Petya Nedelcheva Diana Dimova      | Dimitria Popstoikova Deljana Trandeva  | Eva Toneva Bozhidara Topuzova        |
| Damendoppel  | Petya Nedelcheva Diana Dimova      | Dimitria Popstoikova Deljana Trandeva  | Dimitrika Dimitrowa Victoria Zheleva |
| Mixed        | Stilijan Makarski Diana Dimova     | Vladimir Metodiev Dimitria Popstoikova | Todor Greblev Rumyana Ivanova        |
| Mixed        | Stilijan Makarski Diana Dimova     | Vladimir Metodiev Dimitria Popstoikova | Ivan Rusev Deljana Trandeva          |